# Peperomia fluviatilis
Peperomia fluviatilis är en pepparväxtart som beskrevs av Truman George Yuncker. Peperomia fluviatilis ingår i släktet peperomior, och familjen pepparväxter. Inga underarter finns listade i Catalogue of Life.